# دهستان دستجرده
خَرجِرده، دهستانی آذری زبان است از توابع بخش چورزق شهرستان طارم در استان زنجان ایران.

## جمعیت
براساس سرشماری سال 2006 جمعیت آن 912 نفر (340 خانوار) بوده‌است.